# Ekonomiåret 1931

## Händelser
- 13 juli - Den tyska bankkrisen når sin kulmen, och det internationella betalningssystemet rasar samman.[1] Flera amerikanska banker går i konkurs. De tyska börserna och bankerna stängs.
- 21 september - Storbritannien avskaffar guldmyntfoten.[2]
- 27 september - Sverige avskaffar guldmyntfoten.[3]

## Födda
- 13 september - Staffan Burenstam Linder, svensk moderat politiker och nationalekonom, Sveriges handelsminister 1976-1978 och 1979-1981 samt europaparlamentariker 1995-2000.